# Radoblje
Radoblje je naselje v Občini Laško.